# Onur Kaya
Onur Kaya (Bruxelles, 20 aprile 1986) è un calciatore belga, centrocampista del Kosova Schaerbeek.

## Carriera

### Club
Kaya cresce calcisticamente nel Vitesse con il quale esordisce in Eredivisie l'11 febbraio 2006 partendo da titolare nel match contro l'Heerenveen, persa per 4-1. Nel 2010 si trasferisce in Belgio, per la precisione al Charleroi dove colleziona complessivamente 102 presenze e dieci reti in tutte le competizioni. Nel mercato invernale della stagione 2013-2014 passa al Lokeren dove rimane un anno, conquistando la coppa nazionale, prima di firmare con lo Zulte Waregem l'8 gennaio 2015.

### Nazionale
Ha giocato nelle nazionali giovanili belghe Under-17 ed Under-18.

## Palmarès

### Club

#### Competizioni nazionali
- Coupe de Belgique: 2

Lokeren: 2013-2014
Zulte Waregem: 2016-2017